# Sankt Marein im Mürztal
Sankt Marein im Mürztal est une commune autrichienne du district de Bruck-Mürzzuschlag en Styrie.

## Personnalités liées à la ville
- Dietrich Mateschitz (1944-2022), cofondateur du groupe Red Bull ;
- Sebastian Ofner (1996-), joueur de tennis autrichien.